# Club Deportivo Universidad de El Salvador
Le C.D. Universidad de El Salvador est un club de football salvadorien, basé à San Salvador, fondé en 1956.
L'équipe joue ses matchs à domicile au Stade Universitario UES.

## Histoire
Le club de l'Université du Salvador connaît un certain succès dans les années 1960-1970, terminant notamment à la deuxième place du championnat en 1966. 
En 2010, le club remporte la deuxième division et signe son retour dans l'élite après 23 ans d'absence.

## Palmarès
- Championnat du Salvador
  - Vice-champion : 1966

- Championnat du Salvador D2
  - Champion : 2010